# Ettagono

Un ettagono regolare.

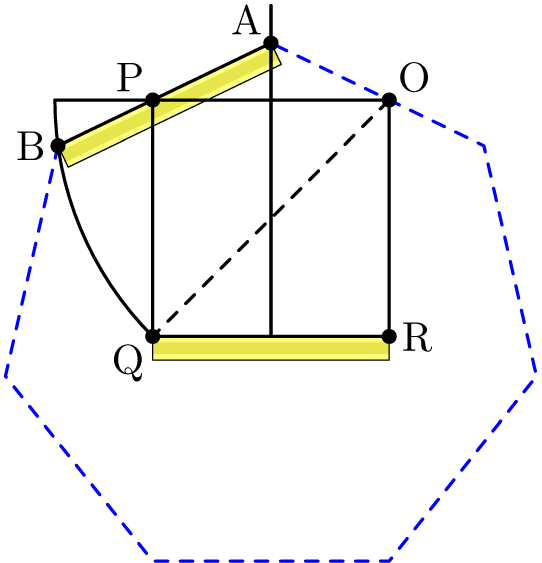
Una costruzione di Neusi dell'angolo interno in ettagono regolare.

Un  ettagono, o eptagono, è un poligono che ha sette lati e sette angoli.  Si dice ettagono regolare un ettagono convesso con tutti i lati della stessa lunghezza e con gli angoli interni della stessa ampiezza (la somma degli angoli interni è sempre 900°), pari a {\displaystyle 5\pi /7} radianti, circa 128,571 gradi. L'area di un ettagono regolare di lato {\displaystyle a} è data da
{\displaystyle A={\frac {7}{4}}a^{2}\cot {\frac {\pi }{7}}\simeq 3{,}63391a^{2}.}
Un ettagono regolare non è costruibile con riga e compasso ma è costruibile con un righello graduato e compasso. Questo tipo di costruzione è chiamata costruzione di Neusi. È inoltre costruibile con il compasso, la riga ed il trisettore di angolo. L'impossibilità della costruzione tramite riga e compasso segue dall'osservazione che {\displaystyle 2\cos(2\pi /7)\approx 1,247} è uno zero del polinomio irriducibile cubico {\displaystyle x^{3}+x^{2}-2x-1}. Di conseguenza questo polinomio è il polinomio minimo di {\displaystyle 2\cos(2\pi /7)}, mentre il grado del polinomio minimo per un numero costruibile deve essere una potenza di {\displaystyle 2}.

## Costruzione esatta
Una costruzione esatta, per quanto non ottenuta con l'uso classico di riga e compasso, può essere ottenuta grazie a una costruzione di Neusi (vedi figura accanto). {\displaystyle OPQR} è un quadrato di lato unitario; la retta verticale identificata dal punto {\displaystyle A} è l'asse del segmento {\displaystyle OP} mentre l'arco {\displaystyle QB} è tracciato con centro in {\displaystyle O}. La costruzione di Neusi comporta la ricerca di un segmento di lunghezza unitaria passante per {\displaystyle P} e i cui estremi cadano sull'asse di {\displaystyle OP} e sull'arco {\displaystyle QB}: l'angolo {\displaystyle PAO} è l'angolo interno dell'ettagono.

## Costruzione approssimata
Con riga e compasso classici un ettagono regolare non può essere costruito in modo esatto.